# Charlier
Charlier je priimek več znanih oseb: 
- Anna Charlier (1871—1949), zaročenka švedskega fotografa Nilsa Strindberga.
- Carl Vilhelm Ludwig Charlier (1862—1934), švedski astronom.
- Freddy Charlier (1890—1929), belgijski avtomobilistični dirkač.
- Guillaume Charlier (1854—1925), belgijski kipar.
- Henri Charlier (1883—1975), francoski slikar in kipar.
- Jacques Charlier (*1939), umetnik.
- Jean-Michel Charlier (1924—1989), belgijski scenarist in stripar.
- Joseph Charlier (1816—1896), belgijski pravnik, pisatelj, računovodja.
- Louis Joseph Charlier (1754—1797), francoski politik.
- Olivier Charlier (*1961), francoski violinist.
- Philippe Charlier (*1977), francoski mrliški oglednik, anatomo-patolog in paleopatolog.
- Pierre Charlier (1814—1893), francoski veterinar, nosilec legije časti.